# Loxobates quinquenotatus
Loxobates quinquenotatus är en spindelart som beskrevs av Tamerlan Thorell 1895. Loxobates quinquenotatus ingår i släktet Loxobates och familjen krabbspindlar.
Artens utbredningsområde är Myanmar. Inga underarter finns listade i Catalogue of Life.